# Poecilodryas placens
La petroica bandeada (Poecilodryas placens) es una especie de ave paseriforme de la familia Petroicidae endémica de Nueva Guinea.